# Acytolepis ottonis
Acytolepis ottonis är en fjärilsart som beskrevs av Hans Fruhstorfer 1910. Acytolepis ottonis ingår i släktet Acytolepis och familjen juvelvingar. Inga underarter finns listade i Catalogue of Life.